# Herpestes pulverulentus
La mangusta grigia del Capo (Herpestes pulverulentus Wagner, 1839) è un carnivoro africano della famiglia degli Erpestidi.

## Descrizione
La mangusta grigia del Capo è una piccola mangusta con corpo lungo e snello, coda lunga e folta e zampe corte. Pesa tra i 490 e i 1250 g, ha una lunghezza testa-corpo di 296–425 mm e una coda di 205–340 mm. La testa allungata presenta muso appuntito e piccole orecchie rotonde lunghe 15–36 mm. In ogni piede vi sono cinque dita, delle quali il primo è ridotto. Gli artigli non sono ben sviluppati. La mangusta grigia del Capo è di colore marezzato o brizzolato, con zampe e piedi che si fanno più scuri verso le estremità. È presente dimorfismo sessuale per quanto riguarda le dimensioni del corpo e del cranio, con i maschi che pesano 1,24 volte più delle femmine.
Esistono tre sottospecie riconosciute di Herpestes pulverulentus: H. p. pulverulentus, H. p. basuticus e H. p. ruddi. H. p. basuticus è di aspetto simile alla sottospecie nominale, ma presenta una colorazione leggermente più chiara conferitagli dal sottopelo lanoso. H. p. ruddi ha peli giallastri con un sottopelo più scuro, che le conferiscono una colorazione brunastra. La parte distale della coda è nera.

## Distribuzione e habitat
La mangusta grigia del Capo è endemica dell'Africa meridionale; il suo areale si estende dalle province del Capo del Sudafrica a nord fino alla Namibia meridionale e a est fino al Lesotho e, attraverso i Monti dei Draghi del KwaZulu-Natal occidentale, fin nello Mpumalanga.
Tollera una grande varietà di habitat, dalle aperte campagne alle foreste arbustive semi-aride e alle foreste umide. Si incontra dal livello del mare nelle province del Capo fino a 1900 m di altitudine nel KwaZulu-Natal. Frequenta aree con fitti cespugli, affioramenti rocciosi e grossi blocchi di roccia ricoperti d'erba. Evita le aree caratterizzate da bassa vegetazione. È perfino numerosa in prossimità degli insediamenti umani e viene comunemente avvistata ai lati delle strade e sotto strutture costruite dall'uomo.

## Biologia

### Comportamento
Le manguste grigie del Capo sono animali diurni, attivi da poco tempo dopo l'alba fin verso il tramonto; generalmente trascorrono le ore più calde di metà giornata riposando. Conducono un'esistenza generalmente solitaria, anche se occasionalmente i maschi esibiscono un certo livello di socialità. Quando si aggirano in cerca di cibo si spostano velocemente da un potenziale sito di foraggiamento all'altro (come una zona ricoperta da cespugli), grattando il suolo in cerca di prede nascoste sotto la superficie e lanciando uova con le zampe anteriori all'indietro fra quelle posteriori contro una superficie dura, cercando di romperne il guscio. Sono animali terricoli, ma sono anche in grado di arrampicarsi sugli alberi. I loro escrementi vengono rinvenuti singolarmente o in piccoli gruppi, generalmente in prossimità dei luoghi dove questi animali dormono. Al di fuori della stagione riproduttiva non vengono utilizzate tane.

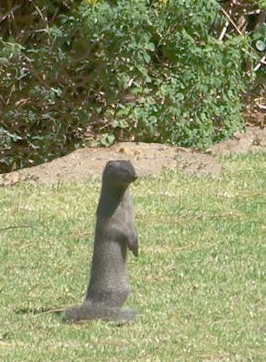
Un giovane esemplare di mangusta grigia del Capo, membro di un gruppo familiare, ispeziona i dintorni.

### Alimentazione
La mangusta grigia del Capo è prevalentemente carnivora e sue prede principali sono piccoli mammiferi, specialmente roditori di piccole-medie dimensioni. Nel West Coast National Park, più del 90% del menu di questo animale è costituito da roditori delle specie Myotomys unisulcatus e Rhabdomys pumilio. Gli insetti (soprattutto coleotteri e isotteri) sono una fonte di cibo secondaria, che costituisce meno del 5% della dieta. Tuttavia, la mangusta grigia del Capo è un cacciatore opportunista, e, quando ne ha l'occasione, consuma anche uccelli (specialmente passeracei), rettili, anfibi, uova (soprattutto di rettili), aracnidi, decapodi e molluschi. Quando disponibili, consuma anche carogne e rifiuti lasciati dall'uomo.

### Riproduzione
Sono poche le informazioni in nostro possesso riguardo alle abitudini riproduttive di questa specie. Tuttavia, nelle altre specie del genere Herpestes, maschi e femmine di solito si associano solamente per accoppiarsi e i maschi si accoppiano con più femmine.
Femmine gravide sono state osservate in agosto, settembre e ottobre, mentre femmine che stavano allattando sono state osservate in agosto, novembre, dicembre, gennaio e febbraio. La stagione degli amori ha luogo al termine della stagione delle piogge (da agosto a dicembre). I piccoli vengono partoriti e allevati in siti quali cavità nelle rocce, alberi cavi e tane abbandonate da altri animali. Il peso massimo di un feto è 20,2 g. Ogni nidiata è costituita da uno a tre piccoli, che nascono completamente ricoperti di pelo ma con occhi e orecchie chiusi. I piccoli rimangono nella tana fino a quando non sono completamente svezzati.
Si ritiene che la speranza di vita in natura sia di 8-9 anni. Allo zoo di Londra, una mangusta grigia del Capo visse fino a otto anni e otto mesi e mezzo. Sempre in cattività, un altro esemplare visse fino a oltre undici anni.

## Tassonomia
Gli studiosi riconoscono tre sottospecie:
- H. p. pulverulentus Wagner, 1839, diffusa nella Provincia del Capo Occidentale.
- H. p. basuticus Roberts, 1936, propria del Lesotho.
- H. p. ruddi Thomas, 1903, originaria della Provincia del Capo Settentrionale.

## Conservazione
La mangusta del Capo è considerata come specie «a rischio minimo» (Least Concern) dalla IUCN, in quanto è comune in tutto il suo areale (potendo raggiungere anche una densità di 10 esemplari per km²) e altamente adattabile. La sua popolazione è stabile e sembra non essere minacciata da alcun pericolo; inoltre è presente in un gran numero di aree protette quali il West Coast e il Mountain Zebra National Park.